# جاكلين هورن
جاكلين هورن (بالألمانية: Jacqueline Horn)‏ هي راكبة الكنو ألمانية، ولدت في 11 ديسمبر 1988 في بوتروب في ألمانيا.